# John Whedon
John Ogden Whedon (5 novembre 1905 – 21 novembre 1991) était un scénariste américain. Il est principalement connu pour avoir été scénariste de The Donna Reed Show dans les années 1950. Il scénarisa aussi des épisodes pour The Great Gildersleeve, The Andy Griffith Show, The Dick Van Dyke Show ainsi que Leave It to Beaver. 
Marié à Caroll Angell, il est le père du scénariste Tom Whedon, ainsi que le grand-père du scénariste et réalisateur de séries télévisées Joseph "Joss" Whedon.
John Whedon mourut à Medford, dans l'Oregon le 21 novembre 1991.

## Liens
- (en) Fiche sur imdb.com